# L'amore volubile
L'amore volubile è l'undicesimo album degli Stadio, pubblicato su CD dalla EMI Italiana e Capitol Records (catalogo 0946 333506 2 5) il 26 agosto 2005 e reso disponibile per il download in formato digitale nella stessa data.
Raggiunge la posizione numero 5 nella classifica italiana.

## Il disco
La grafia del titolo dell'album coincide con quella del brano omonimo soltanto sul sito ufficiale, altrove e sulla retro copertina del CD, il titolo del brano contiene sempre il verbo (L'amore è volubile).

## I brani
- Mi vuoi ancora
Il videoclip del brano, vincitore del Premio Roma Videoclip 2006, girato da Silvio Muccino e Marco Salom con la presenza dell'attrice Brandy Lopez, è stato inserito nel DVD Canzoni per parrucchiere Live Tour del 2006[5].
- Di nessun altro
Già pubblicato nel DVD Atlante di storie e geografie del 2004[6] e inciso come solista dal suo autore Saverio Grandi nell'album La pianta del piede (2002).
- Senza parrucche
Brano strumentale utilizzato come introduzione ai concerti, con l'esibizione del musicista Maurizio Piancastelli.

## Tracce
Gli autori del testo precedono i compositori della musica da cui sono separati con un trattino. Nessun trattino significa contemporaneamente autori e compositori.
Edizioni musicali EMI Music Publishing, Bollicine.
1. Buona sorte – 4:06 (testo: Saverio Grandi – musica: Saverio Grandi, Gaetano Curreri)
2. Mi vuoi ancora – 5:09 (testo: Saverio Grandi – musica: Saverio Grandi, Gaetano Curreri)
3. L'amore è volubile – 4:09 (testo: Saverio Grandi – musica: Saverio Grandi, Gaetano Curreri)
4. Mercoledì – 5:00 (testo: Saverio Grandi – musica: Saverio Grandi, Gaetano Curreri)
5. Fine di un'estate – 4:09 (testo: Saverio Grandi – musica: Saverio Grandi, Gaetano Curreri)
6. Assolutamente sì – 4:40 (testo: Saverio Grandi – musica: Saverio Grandi, Gaetano Curreri)
7. Canzoni per parrucchiere – 4:10 (testo: Saverio Grandi – musica: Saverio Grandi, Gaetano Curreri)
8. Sinceramente – 3:08 (testo: Saverio Grandi – musica: Saverio Grandi, Gaetano Curreri)
9. Le mie poesie per te – 5:00 (testo: Giacomo Esposito, Saverio Grandi – musica: Andrea Fornili)
10. Le ultime parole famose – 3:38 (testo: Matteo Cocconcelli, Saverio Grandi – musica: Matteo Cocconcelli, Saverio Grandi, Alessandro Magri, Gaetano Curreri)
11. Di nessun altro – 4:23 (Saverio Grandi)
12. Senza parrucche (strumentale) – 4:31 (musica: Paolo Fresu, Saverio Grandi, Gaetano Curreri)

## Formazione
Gruppo
- Gaetano Curreri – voce, tastiera
- Andrea Fornili – chitarra, tastiera, programmazione (4, 9 e 11), arrangiamento, scrittura archi (4)
- Roberto Drovandi – basso
- Giovanni Pezzoli – batteria

Altri musicisti
- Saverio Grandi (1, 3, 5, 8 e 12) – arrangiamento, chitarra, tastiera, pianoforte, Fender Rhodes, programmazione; scrittura archi (1,3,5)
- Nicolò Fragile (2 e 6) – arrangiamento, tastiera, pianoforte, organo Hammond, programmazione; scrittura e direzione archi (2)
- Alessandro Magri (7, 10 e 12) – arrangiamento, tastiera, pianoforte, organo Hammond, programmazione; scrittura archi (7), direzione archi (eccetto 2)
- Silvia Baraldi – percussioni
- Giorgio Secco – chitarra (2)
- Fabrizio Foschini – organo Hammond, pianoforte (3 e 11)
- Daniele Scanziani – oboe (5)
- Paolo Fresu – tromba (7 e 12)
- Maurizio Piancastelli – tromba (10)
- Orchestra dell'Associazione Italiana Musicisti – archi